# Jeremy Teela
Jeremy Teela (* 28. listopadu 1976 Seattle) je bývalý americký biatlonista a voják, závodící v letech 1993–2014. V rámci evropského poháru debutoval roku 1993. Ve světovém poháru jezdil mezi lety 1997–2014 a dosáhl na jedno bronzové umístění v sezóně 2008–2009. Spojené státy americké třikrát reprezentoval na zimních olympijských hrách.

## Sportovní kariéra

### Zimní olympijské hry
Na Zimních olympijských hrách 2002 v Salt Lake City probíhaly biatlonové soutěže ve středisku Soldier Hollow. Ve vytrvalostním závodě dojel na 14. pozici. Nastoupil také do sprintu s výslednou 20. příčkou a stíhacího závodu, v němž obsadil 23. místo. Stal se členem amerického týmu v distanci na 4 × 7,5 km, kde družstvo obsadilo 15. místo.
Na turínské Zimní olympiádě 2006 zasáhl do vytrvalostního závodu s konečnou 51. pozicí. V cíli sprintu mu patřila 60. příčka a ve štafetové soutěži dojeli američtí biatlonisté devátí.
Zimní olympijské hry 2010 ve Vancouveru znamenaly účast ve sprintu, z něhož si odvezl své nejlepší individuální umístění na olympiádě, když dojel v elitní desítce na devátém místě. Současně se jednalo, k datu závodu, o nejlepší individuální umístění amerického biatlonisty v historii olympijských her. Objevil se také ve stíhačce, v níž obsadil 24. pozici a v závodu s hromadným startem mu patřila 29. příčka. Američané pak dojeli třináctí ve štafetě, jejíž byl součástí.

#### Výsledky
| Rok  | místo          | vytrvalostní | sprint | stíhací | hromadný | štafeta |
| ---- | -------------- | ------------ | ------ | ------- | -------- | ------- |
| 2002 | Salt Lake City | 14.          | 20.    | 23.     |          | 15.     |
| 2006 | Turín          | 51.          | 60.    |         |          | 9.      |
| 2010 | Vancouver      |              | 9.     | 24.     | 29.      | 13.     |

### Světový pohár
Ve světovém poháru reprezentoval Spojené státy v letech 1997–2014. Nejlepším umístěním v závěrečné klasifikaci se stala 48. příčka, na kterou dosáhl dvakrát v sezónách 2002–2003 a 2009–2010.
První body získal 10. března 2002 v Östersundu. V rámci jednotlivých soutěží zajel maximum 11. března 2009 v americkém Whistler Mountain, kde vybojoval 3. místo ve vytrvalostním závodu. Během sezóny 2010–2011 nezávodil.
Kariéru završil po konci sezóny 2013–2014.

#### Konečná klasifikace
| Sezóna    | pořadí | body |
| --------- | ------ | ---- |
| 2000–2001 | 57.    | 44   |
| 2001–2002 | 53.    | 44   |
| 2002–2003 | 48.    | 67   |
| 2003–2004 | 66.    | 16   |
| 2004–2005 | 62.    | 36   |
| 2005–2006 | 92.    | 1    |
| 2006–2007 | 76.    | 1    |
| 2007–2008 |        |      |
| 2008–2009 | 71.    | 49   |
| 2009–2010 | 48.    | 133  |